# Alamo Bowl 2016 (décembre)
Ne doit pas être confondu avec Alamo Bowl 2016 (janvier), joué dans le cadre de la saison universitaire 2015.
Match précédent Match suivant
L'Alamo Bowl de décembre 2016 est un match de football américain de niveau universitaire joué après la saison régulière de 2016, le 29 décembre 2016 au Alamodome de San Antonio dans l'état du Texas.
Il s'agissait de la 24e édition de l'Alamo Bowl.
Le match a mis en présence les équipes des Cowboys d'Oklahoma State issus de la Big 12 Conference et des Buffaloes du Colorado issus de la Pacific-12 Conference.
Il a débuté à 20 h 11 heures locales (UTC−06:00) et a été retransmis en télévision sur ESPN.
Sponsorisé par la société Valero Energy dont le siège social se situe à San Antonio, le match fut officiellement dénommé le Valero Alamo Bowl.
Oklahoma State gagne le match sur le score de 38 à 8.

## Présentation du match
| Équipes                                                                                        | Conférences | Entraîneurs    | Stats. saison rég. | Classements avant le bowl CFP-AP-Coaches |
| ---------------------------------------------------------------------------------------------- | ----------- | -------------- | ------------------ | ---------------------------------------- |
| Cowboys d'Oklahoma State                                                                       | Big-12      | Mike Gundy     | 9-3                | # 12 - 13 - 13                           |
| Buffaloes du Colorado                                                                          | Pac-12      | Mike MacIntyre | 10-3               | # 10 - 11 - 11                           |
| Arbitre : Jeff Heaser (ACC) Équipe donnée favorite par les bookmakers : Colorado par 3 points. |             |                |                    |                                          |

Les Buffaloes et les Cowboys se sont rencontrés pour la première fois en 1920 et c'est Colorado qui remporte le match sur le score de 40 à 7. Les équipes se sont rencontrées chaque année de 1960 à 1997 puisqu'elles étaient toutes deux membres de la Big Eight Conference et par la suite, deux fois tous les quatre ans en Big 12 Conference.
Ce sont les Buffaloes qui sont en tête des statistiques : 26 victoires, 19 défaites et 1 nul. Les Cowboys ont cependant gagné les deux dernières rencontres dont la victoire 31 à 28 en 2009,,,.

### Cowboys d'Oklahoma State
Avec un bilan global en saison régulière de 9 victoires et 3 défaites, Oklahoma State est éligible et accepte l'invitation pour participer à l'Alamo Bowl de décembre 2016.
Ils terminent 2e de la Big 12 Conference derrière Oklahoma, avec un bilan en matchs de sa conférence de 7 victoires et 2 défaites.
À l'issue de la saison 2016 (bowl non compris), ils seront classés 12e au classement CFP et 13e aux classements AP et Coaches.
Après le bowl, ils seront classés 11e aux classements AP et Coaches (le classement CFP n'est plus republié après les bowls).
Il s'agit de leur 4e participation à l'Alamo Bowl :
| Dates            | Saisons | Adversaires    | Scores  | Victoires - Défaites |
| ---------------- | ------- | -------------- | ------- | -------------------- |
| 30 décembre 1997 | 1997    | #16 Purdue     | 33 - 20 | D : 0 - 1            |
| 29 décembre 2004 | 2004    | #24 Ohio State | 33-7    | D : 0 - 2            |
| 29 décembre 2010 | 2010    | Arizona        | 10-36   | V : 1 - 2            |

### Buffaloes du Colorado
Avec un bilan global en saison régulière de 10 victoires et 3 défaites, Colorado est éligible et accepte l'invitation pour participer l'Alamo Bowl de décembre 2016.
Ils terminent 1er de la South Division de la Pacific-12 Conference, avec un bilan en match de sa conférence de 8 victoires et 1 défaite.
À l'issue de la saison 2016 (bowl non compris), ils seront classés 10e au classement CFP et 11e aux classements AP et Coaches.
Après le bowl, ils seront classés 17e au classement AP et 15e au classement Coaches (le classement CFP n'est plus republié après les bowls).
Il s'agit de leur 2e participation à l'Alamo Bowl :
| Date             | Saison | Adversaire | Score      | Victoire - Défaite |
| ---------------- | ------ | ---------- | ---------- | ------------------ |
| 28 décembre 2002 | 2002   | Wisconsin  | 31-28 (OT) | D : 0 - 1          |

## Résumé du match
Début du match à 20 h 11 locales, fin à 23 h 25 pour une durée de jeu de 3 heures et 14 minutes.
Joué en indoors sous une température de 72 °F (22,2 °C).
Résumé en français, vidéo et photos du match sur le site de The Blue Pennant.
| QT          | Temps       | Drive       | Drive       | Drive       | Équipe      | Description de l'action | Score | Score |
| QT          | Temps       | Jeux        | Yards       | TDP         | Équipe      | Description de l'action | OKST  | COLO  |
| ----------- | ----------- | ----------- | ----------- | ----------- | ----------- | --- | ----- | ----- |
| 1           | 10:17       | 10          | 64          | 04:43       | OKST        | Field goal de 28 yards par K Grogan, Ben | 0     | 3     |
| 2           | 11:15       | 7           | 64          | 03:36       | OKST        | TD à la suite d'une course de 10 yards par RB Carson, Chris + 1 point de conversion par K Grogan, Ben                                        | 0     | 10    |
| 2           | 07:00       | 7           | 66          | 02:17       | OKST        | TD de 5 yards par WR Washington, James à la suite d'une réception d'une passe du QB Rudolph, Mason + 1 point de conversion par K Grogan, Ben | 0     | 17    |
| 3           | 05:42       | 12          | 71          | 04:29       | OKST        | TD de 6 yards par WR Jarwin, Blake à la suite d'une réception d'une passe du QB Rudolph, Mason + 1 point de conversion par K Grogan, Ben     | 0     | 24    |
| 3           | 00:05       | 5           | 48          | 02:03       | OKST        | TD de 23 yards par WR Seales, Jhajuan à la suite d'une réception d'une passe du QB Rudolph, Mason + 1 point de conversion par K Grogan, Ben  | 0     | 31    |
| 4           | 05:28       | 9           | 77          | 02:38       | COLO        | TD à la suite d'une course de 6 yards par QB Liufau, Sefo 6 yd RUSH + 2 points de conversion réussis par K Lindsay, Philli                   | 8     | 31    |
| 4           | 03:44       | 3           | 41          | 01:44       | OKST        | TD à la suite d'une course de 37 yards par RB Hill, Justice + 1 point de conversion par K Grogan, Ben                                        | 8     | 38    |
| Score final | Score final | Score final | Score final | Score final | Score final | Score final | 38    | 8     |

## Statistiques
| Statistiques par équipe                |                        |                  |
| Statistiques                           | OKST                   | COLO             |
| 1er down                               | 24                     | 18               |
| 1er down à la course                   | 8                      | 6                |
| 1er down à la passe                    | 15                     | 11               |
| 1er down suite pénalité                | 1                      | 1                |
| Conversion de 3e down                  | 7/14                   | 6/16             |
| Conversion de 4e down                  | 1/1                    | 1/3              |
| Jeux–yards                             | 74 jeux pour 527 yards | 67 jeux pour 318 |
| Yards à la course                      | 189                    | 62               |
| Yards à la passe                       | 338                    | 256              |
| Passes : Réussies-Tentées-Interceptées | 22/33, 0 int.          | 22/38, 1 int.    |
| Réussite en zone rouge/chances         | 4/5                    | 1/2              |
| TD                                     | 5                      | 1                |
| Field Goals                            | 1/2                    | 0/1              |
| Sacks (Nombre-Yards gagnés)            | 3/20                   | 1/2              |
| Fumbles (Nombre/Perdus)                | 0/0                    | 3/0              |
| Pénalités (Nombre/Yards perdus)        | 5/42                   | 5/35             |
| Temps de possession                    | 32:24                  | 27:36            |

| Meilleurs joueurs (MVPs) |                  |       |        |
| Système                  | Nom              | Poste | Équipe |
| Att.                     | James Washington | WR    | OKST   |
| Déf.                     | Vincent Taylor   | DE    | OKST   |
| Fair-play                | Sean Irwin       | TE    | COLO   |

| Statistiques individuelles |                   |                                                       |
| Quaterbacks                |                   |                                                       |
| OKST                       | Rudolph, Mason    | 22/32 passes réussies, 314 yards, 3 TDs, 1 sack subi  |
| COLO                       | Liufau, Sefo      | 18/29 passes réussies, 195 yards, 0 TD, 3 sacks subis |
| Meilleurs coureurs         |                   |                                                       |
| OKST                       | Hill, Justice     | 19 courses pour 100 yards nets gagnés et 1 TD         |
| COLO                       | Lindsay, Philli   | 14 courses pour 63 yards nets gagnés, o TD            |
| Meilleurs receveurs        |                   |                                                       |
| OKST                       | Washington, James | 9 réceptions pour 171 yards gagnés, 1 TD              |
| COLO                       | Lindsay, Philli   | 6 réceptions pour 103 yards gagnés, 0 TD              |
| Meilleurs tackleurs        |                   |                                                       |
| OKST                       | Taylor, Vincent   | 1 tacle en solo, 6 assistes et 1 sack                 |
| COLO                       | Gamboa, Rick      | 4 tacle en solo et 7 assistes                         |